# Dvärgsäv
Dvärgsäv (Eleocharis parvula) är en växtart i familjen halvgräs.